# Station Ahlhorn
Station Ahlhorn (Bahnhof Ahlhorn) is een spoorwegstation in de Duitse plaats Ahlhorn, gemeente Großenkneten, in de deelstaat Nedersaksen. Het station ligt aan de spoorlijn Oldenburg - Osnabrück, de spoorlijn naar Vechta is opgebroken. Het station telt twee perronsporen, waarvan één aan een eilandperron. Op het station stoppen alleen treinen van de NordWestBahn.

## Treinverbindingen
De volgende treinserie doet station Ahlhorn aan:
| Serie | Treinsoort                      | Route                                                                                       | Bijzonderheden |
| ----- | ------------------------------- | ------------------------------------------------------------------------------------------- | -------------- |
| RE 18 | Regional-Express (NordWestBahn) | Wilhelmshaven Hbf – Oldenburg (Oldb) Hbf – Ahlhorn – Cloppenburg – Bramsche – Osnabrück Hbf |                |